# Lord Belial
Lord Belial ist eine im Jahr 1992 gegründete schwedische Black-Metal-Band aus Trollhättan, die nach mehreren musikalischen Auszeiten seit 2020 wieder aktiv ist.

## Geschichte
Im Winter des Jahres 1992 gründeten die Brüder Thomas „Dark“, Anders „Bloodlord“ und Micke „Sin“ Backelin gemeinsam mit Niclas „Vassago“ Andersson aus Trollhättan die Gruppe und gaben ihr den Namen Lord Belial. Es folgte die Veröffentlichung zweier Demoaufnahmen, ehe No Fashion Records die Band im Jahr 1993 unter Vertrag nahm. Die Musiker bezogen im gleichen Jahr noch das Tonstudio um ihr Debütalbum Kiss the Goat einzuspielen, welches allerdings erst zwei Jahre später veröffentlicht wurde.
Die Gruppe, die aufgrund ihrer musikalischen Mischung aus Black- und Death Metal europaweit einen großen Bekanntheitsgrad erreichen konnte, brachte zwei Jahre später ihr zweites Album, welches den Namen Enter the Moonlight Gate trägt, auf den Markt. Es folgte eine Tournee mit Disfear und Dismember. Trotz weiterer Tourangebote zogen sich die Musiker zurück, um an neuem Material für ihr drittes Album zu arbeiten, das 1999 unter dem Namen Unholy Crusade erscheinen sollte. Während ihrer Headliner-Tournee verließ Vassago die Gruppe und wurde durch Fredrik Wester an der E-Gitarre ersetzt. Mit Wester nahm die Gruppe das Album Angelgrinder auf, das 2002 erschien. Kurz darauf kehrte Vassago zur Band zurück. Es folgte eine Konzertreise mit Corporation 187 und Satanic Slaughter. Kurz nach Beendigung dieser Tournee stieg Wester aus Zeitgründen aus der Gruppe aus.
In den nächsten Jahren hatte die Band mit häufigen Besetzungswechseln zu kämpfen. So wurde Schlagzeuger „Sin“ zunächst durch Daniel Moilanen ersetzt, ehe Vassago endgültig die Gruppe verließ. Während den Arbeiten an dem Album The Seal of Belial beschloss Moilanen Lord Belial zu verlassen. Sin kehrte zur Gruppe als Schlagzeuger zurück, sodass die Aufnahmen abgeschlossen und das Album im Jahr 2004 veröffentlicht werden konnte. Zu der Zeit der Herausgabe des Albums stieß mit Hjalmar Nielsen ein neuer Leadgitarrist zur Band. Die Band wechselte zu Regain Records und brachte zwischen 2005 und 2008 mit Nocturnal Beast, Revelation – The 7th Seal, The Black Curse und Ancient Demons drei weitere Alben sowie eine Kompilation auf den Markt.
Im Mai 2021 unterschrieb die Gruppe einen Vertrag bei Hammerheart Records. Für den 27. Mai 2022 ist das nunmehr neunte Studioalbum Rapture angekündigt.

## Musikstil
Die Musik von Lord Belial kann auf den ersten Werken als klassischer Black Metal skandinavischer Schule bezeichnet werden, wobei schon beim Zweitling Enter the Black Gate musikalische Einflüsse von Iron Maiden und Mercyful Fate ausgemacht wurden. Die Alben Kiss the Goat und The Unholy Crusade beschreibt Steve Huey von AllMusic als Black-/Death-Metal-Mischung. Die Musik findet sich zumeist im Midtempo-Bereich wieder. Das Songwriting wird als vertrackt beschrieben. Jackie Smit von Chronicles of Chaos beschreibt das erste Jahrzehnt der Band als Versuch, Bands wie Dissection zu emulieren. Dissection-Einflüsse wurden auch in anderen Stilbeschreibungen erwähnt. Bei Metallian wird Angelgrinder als schwedischer Death Metal mit Elementen à la Vomitory und Necrophobic beschrieben.
Laut einer Besprechung des Albums The Seal of Belial auf Metal1.info aus dem Jahr 2013 enthält dieses melodischen Black Metal, der mit dem Einsatz von Keyboards und weiblichen Gesang phasenweise unterstützt wird. Der Nachfolger Nocturnal Beast wirkte laut Smit überraschend, wobei der Band der Stilwechsel gut stehe. Ständige Blastbeats und quasi-klassische Fanfaren wichen Doom-Metal-Einflüssen. Auf Revelation gehen laut Anna Tergel die besten Momente in Richtung Necrophobic, außerdem seien Anklänge an Testament (der Einklang) und At the Gates zu hören. The Black Curse sollte laut der Band „noch etwas aggressiver und schneller werden“ als die vorigen Alben. Da die Gitarren und der Bass auf ähnlichen Frequenzen gespielt werden, klingt das Schlagzeug im Mix „ein wenig dumpf“, was Philip von Metal.de bemängelte, allerdings passt aus Thomas Backelins Sicht „auf dem Album eigentlich alles sehr gut zusammen“. Das Album sollte „ein bisschen rauer klingen […] und etwas primitiver als früher“.
Das 2022 erscheinende Comeback-Album Rapture wurde von Roel de Haan von Lords of Metal ebenfalls mit Dissection verglichen. Moritz Grütz von Metal1.info erwähnte in seiner Rezension musikalische Elemente des Black Doom im Spektrum der Musiker.

## Texte und Ideologie
Thomas Backelin schreibt „für gewöhnlich über Dinge, die mich interessieren“, wie satanische Formeln, griechische, römische oder babylonische Mythologie, Tod, Dunkelheit, Krieg, Zerstörung und „düster[e] Aspekt[e] aus Mythologie und Geschichte“. Die Band hatte „schon immer einen starken antireligiösen Unterton“. Laut Thomas Backelin hat kein Mitglied von Lord Belial „Satanismus als Lebensstil übernommen. Wir sind allesamt gegen Religion generell.“ Für ihn sei Satanismus auch eine Religion, trotzdem finde er „viele Aspekte des Satanismus sehr faszinierend“. Er lebe nach seinem eigenen Ideal und nach seinen eigenen Ansichten.
Bei Metallian wird Lord Belial als „schwedische Death-Metal-Band mit xenophobem Ruf“ bezeichnet. Das Lied Purify Sweden wurde seinerzeit von No Fashion Records nicht veröffentlicht und als rassistisch oder rechts eingestuft. Thomas Backelin merkt dazu an, der Text sei lediglich voller Hass gegenüber Religionen, was seines Wissens nicht dasselbe wie „Rasse“ sei, und richte sei „ein Standpunkt gegen das religiöse Potpurri [sic!], welches in Schweden existiert“. Er sei auch „grundsätzlich […] nicht an Politik interessiert. Die Regierung und Religion haben viel gemeinsam: beide sind voller falscher Huren, die nichts als Lügen verbreiten.“

## Diskografie
- 1993: The Art of Dying (Demo, Eigenverlag)
- 1994: Into the Frozen Shadows (Demo, Eigenverlag)
- 1995: Kiss the Goat (Album, No Fashion Records)
- 1997: Enter the Moonlight Gate (Album, No Fashion Records)
- 1999: The Unholy Crusade (Album, No Fashion Records)
- 2002: Doomed by Death (Split mit Runemagick, Aftermath Music)
- 2002: Angelgrinder (Album, No Fashion Records, Hellion Records, Floga Records)
- 2003: Scythe of Death (EP, Metal Fortress)
- 2004: The Seal of Belial (Album, Candlelight Records, Regain Records)
- 2005: Nocturnal Beast (Album, Regain Records)
- 2007: Revelation – The 7th Seal (Album, Regain Records)
- 2008: Ancient Demons (Kompilation, Regain Records)
- 2008: The Black Curse (Album, Regain Records)
- 2014: Black Metal (Box-Set, enthält die Demoaufnahmen, sowie die ersten vier Alben und die EP Scythe of Death, Floga Records)
- 2020: Wrath of Belial (Kompilation, Vic Records)
- 2022: Rapture (Album, Hammerheart Records)